# Vinschgau (Bezirksgemeinschaft)

Südtirol mit der Bezirksgemeinschaft Vinschgau in Grün

Die Bezirksgemeinschaft Vinschgau (italienisch Comunità comprensoriale Val Venosta) wurde 1962 gegründet. Die Bezirksgemeinschaft umfasst den größten Teil des Vinschgaus mit seinen Seitentälern in Südtirol. Die 13 angeschlossenen Gemeinden erstrecken sich auf einem Gebiet von 1.442 km² mit rund 35.000 Einwohnern (Stand 2014). Hauptort ist Schlanders. 
Bei der Volkszählung im Dezember 2013 gaben rund 97,2 % der Einwohner der Bezirksgemeinschaft Deutsch als Umgangssprache an, rund 2,6 % Italienisch, und nur rund 0,09 % Ladinisch. Damit ist der Vinschgau die Bezirksgemeinschaft mit dem größten prozentualen Anteil an deutschsprachigen Einwohnern.
Die Gemeinden der Bezirksgemeinschaft Vinschgau sind:
Glurns, Graun, Kastelbell-Tschars, Laas, Latsch, Mals, Martell, Prad, Schlanders, Schluderns, Schnals, Stilfs und Taufers.
Die Gemeinden Naturns, Plaus und Partschins liegen zwar im Vinschgau, sind aufgrund ihrer Nähe zu Meran jedoch der Bezirksgemeinschaft Burggrafenamt zugeordnet.